# Kitab-Verlag
Pour les articles homonymes, voir Verlag.
Kitab-Verlag est une maison d'édition autrichienne dont le siège est à Klagenfurt. Son nom vient du mot arabe Kitab qui signifie « livre » et du mot allemand Verlag signifiant « maison d'édition ».

## Historique
En 1999, Wilhelm Baum fonde cette maison avec l’intention de publier des ouvrages devant permettre de considérer l’humanité entière comme une unité homogène dont l’héritage culturel mérite d’être conservé. L’éditeur a par ailleurs décidé de donner la parole à des groupes modestes d’intellectuels restés minoritaires dans leur milieu. Voilà pourquoi, il considère comme une de ses tâches de continuer à faire entendre les voix critiques de « l'Histoire des Révolutions » (Marc Bloch). L'analyse et la critique du système sont aussi conformes à cette démarche que la stimulation des voix et des travaux qui n’ont eu de cesse de transcender les univers religieux, culturel et national. La série « Tangentes » favorise à ce titre de telles tentatives aux confins des cultures et des mondes.

## Orientation littéraire
Une autre mission de cette maison consiste à faire connaître en Europe d’importantes œuvres littéraires et la culture des continents asiatique, africain et sudaméricain. En accord avec la sentence de Johann Wolfgang von Goethe : « Tout ce qui est grand a été traduit ou doit l'être », la maison a choisi de promouvoir des contributions significatives à la culture universelle dont les éditeurs plus connus ne se font généralement pas l’écho. Des efforts humanistes non récompensés sont aussi bien mis en relief que des manifestations tardives du mouvement des Lumières. De plus, des auteurs contemporains qui se consacrent au rapprochement entre les peuples et n’hésitent pas à sortir des sentiers battus ont la possibilité de s’exprimer.
Kitab-Verlag coopère aussi avec des éditeurs non germanophones et publie des ouvrages en langues étrangères dont il considère qu’ils méritent d’être lus dans le monde entier. Il a le souci de continuer d’approfondir les liens ancestraux existant entre la culture européenne et le monde oriental, qui se reflêtent dans son nom.
Kitab-Verlag publie de nombreux auteurs slovènes. En 1999, ont paru les « Poèmes Allemands » de France Prešeren. Depuis, d’autres, comme Zarko Petan et Boris Pahor figurent au catalogue. Petan a publié deux volumes de ses aphorismes : « Riez avec prudence ! » (2e édition 2003) et « On s’incline plus facilement avec la tête vide » (4e édition 2004). Traduit par Mireilla Merkù, « Des fleurs pour un lépreux. Nouvelles slovènes de Trieste » de Boris Pahor, rescapé de Dachau, est une chronique des souffrances endurées, sous les régimes fasciste et national-socialiste par la minorité slovène de Trieste qui reste, encore aujourd’hui, marginalisée par les pouvoirs publics. Son roman « La Ville au fond de la baie », à paraître en 2005, raconte le destin des Slovènes à Trieste, à la fin de la 2e guerre mondiale. Kitab-Verlag prépare également la traduction du roman africain « Ange noir, regarde-moi » de Sonja Porle, auteur slovène vivant à Oxford. La serbo-slovène Viktorija Kocman rend compte de la vie de Slaves du sud implantés en Autriche. Une traduction allemande de poèmes et d’essais de l’écrivain slovène chrétien Edvard Kocbek (avec un essai d’Alojz Rebula) devrait affirmer l’importance de leur auteur qui coopéra avec l’Armée des Partisans de Tito, avant de se démarquer des horribles massacres perpétrés par les communistes et se voir infliger une interdiction de publier. Barbara Frischmuth traite dans ses pièces radiophoniques de ses démêlés avec la culture turque. L’édition bilingue des poèmes de l’auteur national tchétchène exilé Apti Bisultanov marquer la solidarité de Kitab-Verlag avec le peuple tchétchène face au génocide et au fait que les États-Unis et l’Union européenne tolèrent la politique de Wladimir Putin.
Les miniatures d’Engelbert Obernosterer, la critique du système d’Ingram Hartinger, Wolfgang Pollanz ou Günther Freitag, les chansons de l’auteur-compositeur-interprète Barbara Stromberger, de même que les essais sur l’œuvre de Josef Winkler appartiennent au genre de la « Littérature régionale critique ». Bernhard Hüttenegger, auteur significatif, a publié ses Souvenirs d’enfance, ainsi que des Carnets de voyage en Islande. L’« Index littéraire annuel Onze » tente de mettre le pied à l’étrier à de jeunes auteurs comme Olga Flor. Ont été « exhumés », des écrivains tombés dans l’oubli tels que Max Hölzer, un des seuls surréalistes autrichiens. Peter Dinzelbacher, médiéviste reconnu, a ajouté au catalogue scientifique son ouvrage magistral « Mentalité et Religiosité au Moyen Âge ». À la faveur des négociations d’adhésion de la Turquie à l’Union européenne, le sort des minorités chrétiennes d’Orient méritait davantage d’attirer l’attention. À ce titre, Kitab-Verlag a favorisé la découverte des rapports entre les chrétiens d’Éthiopie et le monde musulman et européen.
L’« Histoire de l’Église apostolique d’Orient » de Wilhelm Baum et Dietmar Winkler a déjà été publiée dans sa traduction anglaise aux Éditions Routledge Curzon Press de Londres ; du même Baum, sous le titre « Shirin, christian queen. Myth of love », est parue aux Éditions Gorgias Press New Jersey USA, la version anglaise d’une biographie de la reine chrétienne de Perse, morte en 628. La deuxième édition de la traduction italienne de « La place des Comtes de Gorizia dans la politique européenne du Moyen Âge » du même auteur a été publiée à Gorizia en Italie. De même, sa biographie « Margarete Maultasch, destinée d’une femme pendant le haut Moyen Âge » traite du sort d’une femme émancipée qui répudia Jean de Luxembourg, mari qu’on lui imposa alors qu’elle était encore enfant, pour épouser Louis, fils de l’empereur de Bavière. Cette belle femme controversée parvint à s’imposer, malgré l’interdit et l’anathème ; elle fut, entre autres, soutenue par Guillaume d'Ockham et Marsile de Padoue et liée avec Boccace. L’effet de la propagande ecclésiastique, qui essaya d’en faire une horrible débauchée sexuelle, se fit sentir jusqu’au roman de Lion Feuchtwanger. Le livre comprend en annexe la première traduction allemande du traité correspondant du philosophe anglais Ockham.
L’ouvrage monumental « Les Œuvres d’Art sont les stations sur le chemin de croix vers un paradis perdu. Lettres et Documents sur le Cercle de Nötsch » (582 pages et XLVIII planches ; 1re et 2e édition 2004) sert le débat interdisciplinaire entre l’Art, la Littérature et la Politique. Il traite du travail des peintres Sebastian Isepp, Anton Kolig, Franz Wiegele et Anton Mahringer à travers leurs échanges avec Egon Schiele, Oskar Kokoschka, Anton Faistauer, Alfred Kubin, Hugo von Hofmannsthal, Stefan Zweig, Michael Guttenbrunner et Maria Lassnig, relate leurs démêlés avec le National-socialisme et reflète leur position face à la vie spirituelle de leur temps.
Le domaine de la philosophie se distingue par une publication des Lettres de Nikolaus Cusanus (mort en 1464), ainsi que des Études sur « Nietzsche et la philosophie du XXe siècle » du philosophe viennois Kurt Rudolf Fischer. Les Éditions Kitab considèrent le dialogue entre les cultures et une démarche critique vis-à-vis de l’historiographie tribaliste comme leur objectif permanent.